# Distrito de Hualla
El distrito de Hualla es uno de los doce que conforman la provincia de Fajardo, ubicada en el departamento de Ayacucho al Sur del Perú. Cuenta con una población aproximada de 5278 hab. y se encuentra a una altitud de 3341 m s. n. m. Cuenta con todos los servicios básicos lo que ha impulsado el turismo a sus sitios arqueológicos como el antiguo pueblo de Raqaraqaypata tan solo a 3 km de San Pedro de Hualla, la capital distrital.  Sus quebradas y valles aptos para la agricultura sustentan la producción de diversas variedades de maíz y han favorecido un reciente auge de la producción de palta. También cuenta con infraestructura de procesamiento de residuos sólidos administrada por la Municipalidad.

## Toponimia
Hualla proviene del vocablo quechua waylla  es nombre una planta originaria del lugar y que crece alrededor de las lagunas principalmente en las alturas de la ciudad.
El distrito es productor de grandes cantidades de maíz debido a esto se celebra en mes de junio la festividad de "Mama Sara" y es una zona ganadera principalmente de ovinos, vacunos y camélidos, además en los últimos años se destaca en producción de frutas, como el durazno, manzana, aguacate (palta), naranja entre otras.
Hualla es la capital del mismo nombre del Distrito de Hualla y provincia de Fajardo y se ubicada al centro oeste del Ayacucho, Hualla cuenta con 1 anexo establecido, el centro poblado de Tiquihua  se encuentra a 7 km de la capital del distrito, por último algunos pueblos vecinos pueblos que quieren integrarse al distrito entre ellos el caserío de Chincheros y Mayupampa lo cual beneficiaria a estos pueblos y a Hualla en su desarrollo, el Distrito de Hualla es el más importante de la provincia de Víctor Fajardo

## Historia
El Distrito de Hualla, fue creado en la época de la independencia por reglamento provisional del 12 de febrero de 1821 dado en el cuartel general de Huaura, por el libertador San Martín dándose la demarcación política del Perú en departamentos, provincias y distritos a nivel nacional conversión masiva.

### Elevación al rango de Benemérita y Creación del Distrito
El 16 de abril de 1828 y 7 años después se emitió una Ley exclusiva elevando a la capital del distrito al rango de Benemérita Villa San Pedro de Hualla  . El 29 de agosto de 1834 se dio la Ley Orgánica de Elecciones, tituló colegios electorales y distritos parroquiales. Hasta esa fecha la provincia de Cangallo tenía siete distritos: Cangallo, Hualla, Huambalpa, Sancos, Totos, Paras y Vischongo.
El presidente provisorio Ramón Castilla, obedeciendo el acuerdo de la convención nacional del 29 de noviembre de 1856, dio las primeras municipalidades con número y miembros determinados en las que habrán elecciones populares, allí aparecen como distritos legitimados el 2 de enero de 1857 alrededor de 500 pueblos, que antes eran anexos a nivel nacional y adrede cangallo aumento a 5 distritos Canaria, Carapo, Colca, Chuschi, Huancaraylla. Ley N.º 1306, de 14 de noviembre de 1910, dividió la Provincia de Cangallo y creó la del rubro. Se dio a la nueva provincia el nombre de Fajardo como homenaje al Coronel Víctor Fajardo, vencedor en la gloriosa batalla de Tarapacá, librada el 27 de noviembre de 1879, entre fuerzas peruanas y chilenas. Este jefe murió heroicamente en la batalla de Alto Alianza, entre las mismas fuerzas, el 26 de mayo de 1880. La misma ley que creó la Provincia, señaló como capital al pueblo de Huancapi; por ley regional N.º 230, de 16 de agosto de 1920.

### Batalla de Trigopampa
La batalla de trigopampa se desarrolla a cabo el 18 de noviembre de 1823 en el lugar denominado Trigopampa, cerca de Pakuanto, afueras de Hualla. En esta ocasión el Ejército Real del Perú aparece en San Pedro de Hualla ya para solicitar apoyo de contingencia humana, es decir, para reclutar a viva fuerza y engrosar al ejército realista para que ayude a luchar contra los patriotas.
Iquicha y Luricocha son pueblos de la actual Provincia de Huanta, en los que formaron fanáticos partidarios de la causa real, para secundar a las tropas españolas que se esforzaban por ahogar el ansia de independencia que bullía en el espíritu peruano. Estos Guerra de Iquichanos se dispusieron a defender la causa del rey de España, cuando las primeras tropas del ejército libertador invadieron la Intendencia de Huamanga. La campaña de estos jamás desfalleció, duró cuatro largos años y aún después del espléndido triunfo de Ayacucho el 9 de diciembre de 1824 no cedían. Nada menos con ese propósito esta legión recorrió muchos lugares entre ellos San Pedro de Hualla, después de enfrentarse con los Morochucos, por lo que San Martín en 1800 le otorga el título de ciudad y en 1828 se llamó La Heroica Provincia de Cangallo.
Al llegar a San Pedro de Hualla, el Ejército Real del Perú, iquichanos, se escondieron en las cuevas y hoyadas de Ayatuna, pero la población se enteró de inmediato y, al mismo tiempo, sigilosamente evacuaron y se escabulleron hacia Aqomayo y Parionanpampa, quedando en el pueblo solamente los ancianos y niños. En los referidos lugares sesionan los huyentes bajo el comando de Tomas Yanque, de Gabriel Nalga y Tomás Vílchez, arribando a la conclusión de combatir. Para ello forman su ejército denominado “verde Llaqe” (descendientes jóvenes), en razón de la historia de sus antepasados que tampoco se sometieron fácilmente.
Una vez determinado y armado como deben atacar, hincan el retorno al encuentro por el sector de Wayllapata y por Qosña, luego se dividen en dos flancos: uno hacia los sectores de Pargamarka y el otro hacia Tallawiri, para convergir en trigopampa. Tomas Yanque y Tomas Vílchez estuvieron a la cabeza del grupo ubicado al costado del Morro mientras Gabriel Namga y Miguel Yupanqui estuvieron en Qocha waygo para momentos estratégicos. De su parte los Iquichanos también estaban estratégicamente parapetados en Kiswarpata hoy Castillapata preocupados al no encontrar gente en la población, y en una de esas miradas observan un tumulto en Trigopampa por lo que el Puka Toro Jefe ordena a los suyos descender y aniquilar como de lugar, porque en ese trance, estaba descartado reclutar para que se adhieran a su ejército. Como ellos estuvieron montados en caballos era fácil su movilización. Pero, en cuanto a armas, de estos uno que otro tenía rifles, escopetas, y más tenían lanzas.
Los cientos de jinetes con sus banderas en mano banderas del Ejército Real del Perú y su lanza en alto gritaban a voz en cuello diciendo: ¡que viva el rey!. ¡que viva el rey!, bajaron al encuentro de los desarmados y sorprendidos sanpedranos. La lucha se armo. Los sanpedranos huallinos, que también estuvieron informados de la jura y proclama de la Independencia del Perú, por el libertado José de San Martín en Lima, respondían vivando a la libertad y al generalísimo. Esta respuesta les encolerizo mucho más y furiosos como toros bravos inician a batallar.
Algunos ancianos y niños observan de la plaza del pueblo, de pikchupata y otros lugares visibles la lucha encarnizada de trigopampa. Algunas ancianas lloraban arrodilladas y con las manos juntas en alto, los ancianos sollozos, todos ellos pedían a Dios y San Pedro que les de fuerza a sus hijos, mientras Miguel Waman que estaba al lado de sus abuela a la edad de doce años, veía la lucha con toda la atención y admiración con el rostro pálido, los ojos lagrimeantes y rechinando los dientes, porque jamás había visto que entre hombres se mataban.
Después de casi medio día de lucha los rebeldes Iquichanos hacen su retirada dejando a sus muertos. La peor parte les toco a estos. En cuanto a los huallinos Tomas Yanque Sangraba, estaba herido, quien a sus compañeros les arengaba seguir luchando hasta exterminarlos, pero optaron por cesar el duelo ya que los enemigos habían fugado.
Los insurgentes Iquichanos tomaron la ruta de chincheros y Moyobamba cruzando el Río Pampas por Aqmay y se dirigieron hacia Vilcashuaman, cunas de los chankas, según otros historiadores, donde tienen que encontrarse con las otras Ejército Real del Perú que va de Pampa cangallo también después de haber fracasado en Qocha Orgo y en chakamayopampa; lugares donde años atrás los defendió el valiente caudillo Basilio Auqui, en toda la gesta emancipadora, indio prototipo del pampino, altivo y rebelde , en cuyas manos se sostuvo la bandera de la revolución y de la resistencia por varios años. El fue ejecutado en carmen alto en febrero de 1822. igual podemos calificar a tomas yanque, Gabriel Namga, Tomas Vílchez y Miguel Yupanki , héroes de esta gesta que para San Pedro de Hualla, significan símbolos de valor indio, símbolos de rebeldía contra la injusticia y la explotación.

## Ubicación
Se ubica en un sector estratégico de vías que conectan a diferentes provincias, está a unos 145 kilómetros de la ciudad de Ayacucho, limita por sur con el distrito de Canaria, por el norte con el distrito de Cayara, por oeste con la provincia de Huanca Sancos, por el noroeste con el distrito de Huancapi y por último por el este con la Provincia de Vilcas Huaman, Las vías de acceso a Hualla recientemente mejoradas, son bastante transitables y comunican el distrito con la toda la provincia y provincias aledañas; por lo cual una carretera conduce a la ciudad de Lima y el viaje en promedio es de 16 a 18 horas aproximadamente y otro a la ciudad de Ayacucho tarda aproximadamente 4 horas de viaje y por último a la provincia de Sucre  que esta a 2 horas de viaje.

## Clima
Las precipitaciones pluviales en la zona varían entre 300 y 1.000 mm. Con temperaturas medias anuales que oscilan entre 11 °C y 20 °C, durante todo el año.
El clima, corresponde al de los valles interandinos que se caracterizan por ser templados de altitud y las estaciones climatológicas se enmarcan dentro de la zona ecológica quechua bajo parámetros típicos de la sierra sur del territorio peruano. Los días suelen ser templados, con temperaturas oscilantes entre los 13 y 18 grados centígrados, con noches frías que pueden alternar entre los 0 y 5 grados. La temporada de invierno se manifiesta entre junio y agosto, en verano es templado y muy lluvioso con tormentas eléctricas de septiembre se presencia las primeras lluvias , incrementando su frecuencia e intensidad en los meses de diciembre, enero, febrero y marzo, las máximas temperaturas se registran durante el día, entre las 14 y 30 horas y en las noches las temperaturas bajan bruscamente, sintiéndose un intenso frío.
| Parámetros climáticos promedio de Hualla +-3341m s. n. m. | Parámetros climáticos promedio de Hualla +-3341m s. n. m. | Parámetros climáticos promedio de Hualla +-3341m s. n. m. | Parámetros climáticos promedio de Hualla +-3341m s. n. m. | Parámetros climáticos promedio de Hualla +-3341m s. n. m. | Parámetros climáticos promedio de Hualla +-3341m s. n. m. | Parámetros climáticos promedio de Hualla +-3341m s. n. m. | Parámetros climáticos promedio de Hualla +-3341m s. n. m. | Parámetros climáticos promedio de Hualla +-3341m s. n. m. | Parámetros climáticos promedio de Hualla +-3341m s. n. m. | Parámetros climáticos promedio de Hualla +-3341m s. n. m. | Parámetros climáticos promedio de Hualla +-3341m s. n. m. | Parámetros climáticos promedio de Hualla +-3341m s. n. m. | Parámetros climáticos promedio de Hualla +-3341m s. n. m. |
| Mes                                                       | Ene.                                                      | Feb.                                                      | Mar.                                                      | Abr.                                                      | May.                                                      | Jun.                                                      | Jul.                                                      | Ago.                                                      | Sep.                                                      | Oct.                                                      | Nov.                                                      | Dic.                                                      | Anual                                                     |
| --------------------------------------------------------- | --------------------------------------------------------- | --------------------------------------------------------- | --------------------------------------------------------- | --------------------------------------------------------- | --------------------------------------------------------- | --------------------------------------------------------- | --------------------------------------------------------- | --------------------------------------------------------- | --------------------------------------------------------- | --------------------------------------------------------- | --------------------------------------------------------- | --------------------------------------------------------- | --------------------------------------------------------- |
| Temp. máx. media (°C)                                     | 19                                                        | 18.7                                                      | 18.5                                                      | 19.4                                                      | 19.3                                                      | 18.6                                                      | 18.4                                                      | 19.3                                                      | 19.7                                                      | 21                                                        | 21.1                                                      | 19.8                                                      | 19.4                                                      |
| Temp. media (°C)                                          | 13.6                                                      | 13.6                                                      | 13.5                                                      | 13.3                                                      | 12.3                                                      | 11                                                        | 10.6                                                      | 11.5                                                      | 12.6                                                      | 13.7                                                      | 13.9                                                      | 13.7                                                      | 12.8                                                      |
| Temp. mín. media (°C)                                     | 4.9                                                       | 5.1                                                       | 5                                                         | 4.2                                                       | 2                                                         | 0.1                                                       | -0.2                                                      | 0.3                                                       | 2.2                                                       | 3.1                                                       | 3.4                                                       | 4.3                                                       | 2.9                                                       |
| Precipitación total (mm)                                  | 153                                                       | 174                                                       | 150                                                       | 48                                                        | 15                                                        | 6                                                         | 7                                                         | 19                                                        | 37                                                        | 44                                                        | 44                                                        | 77                                                        | 774                                                       |
| Fuente: climate-data.org                                  |                                                           |                                                           |                                                           |                                                           |                                                           |                                                           |                                                           |                                                           |                                                           |                                                           |                                                           |                                                           |                                                           |

## Economía

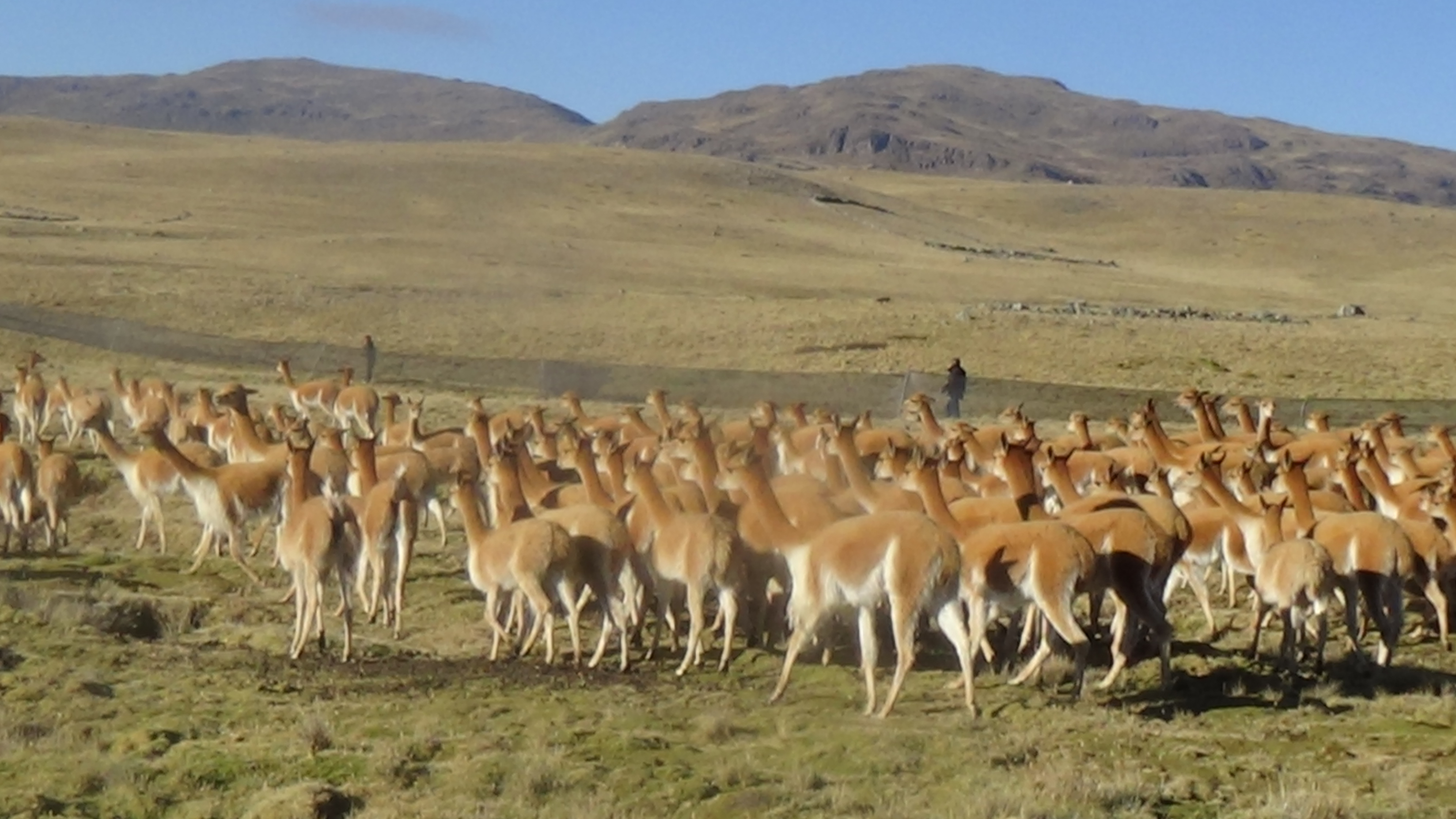
Vicuñas en Hualla

### Agricultura
Son abundantes los cultivos de maíz, trigo, avena, cebada, papa o patatas, Oca, Mashua, olluco y quinua. El cultivo del maíz va asociado a otras plantas como arvejas, habas, Zapallo Andino y calabazas . La siembra se realiza con arado, tirado por un par de toros a los que se llama yunta. En la comunidad se pueden apreciar técnicas agrícolas como los  andenes que permiten ganar territorios para la agricultura en superficies con pendientes, la siembra de maíz se desarrolla en los meses de septiembre a diciembre. El promedio de cosecha se lleva en los meses de mayo a julio en cuanto a otros seriales son en marzo y abril.
Así también en Hortalizas o Vegetales es común para el abastimiento de su población y su producción en Huertos familiares o también en producción a gran escala para el comercio, los principales que se cultiva son la Zanahoria, cebolla, col, lechugas, culantro, perejil, Acelga, ajo, etc por otro lado podemos encontrar plantas medicinales y aromáticas como la muña, cola de caballo, cedrón, huawillay, etc.

### Frutícola
El cultivo de árboles Frutales esta en auge debido a que la zona quebrada de Hualla tiene una clima cálida apto para el cultivo se produce principalmente gran cantidad de Tuna, Durazno, Manzana, naranja, palta o aguacate, chirimoya, guinda, lúcuma, pacay]], etc; el auge ha traído la producción de gran cantidad para la venta de estos frutas en ciudades como Ayacucho y Puquio o provincias aledaños.

### Ganadería

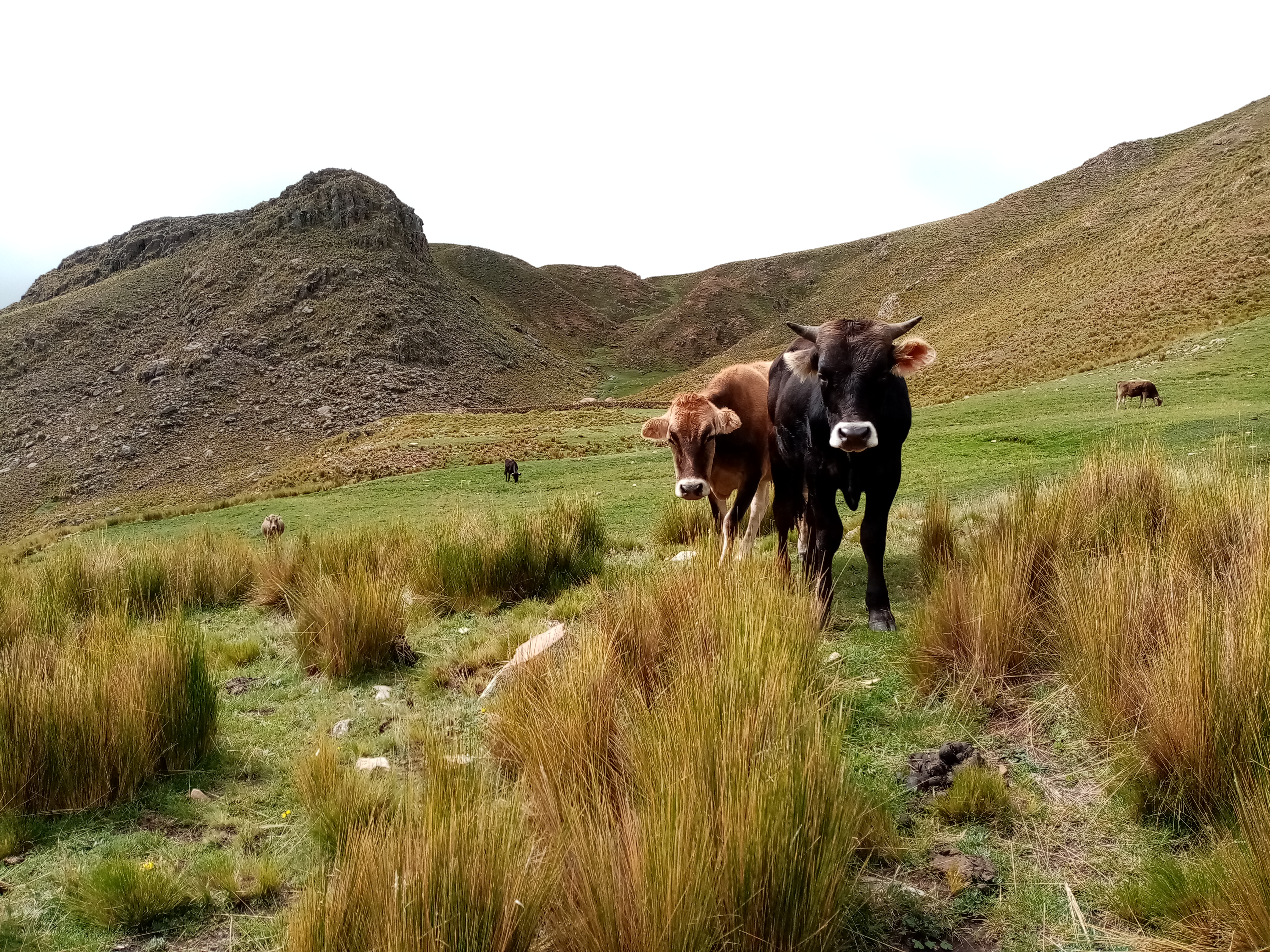
Qoryqullpa Hualla

En cuanto a la ganadería, sobre todo es de vacunos, ovinos, camélidos y equinos, pero no solo animales mayores; también animales menores como los cuyes, conejos y aves de corral. Hualla siempre ha sido conocido por la ganadería, en cuanto a los vacunos tiene en las alturas y en la quebrada donde estos animales de raza mejorada son criados para el consumo de carne, leche, queso y trabajo en su mayoría, luego estos animales son vendidos, principalmente se los lleva a ciudad de Ayacucho, Ica e incluso a la ciudad de Lima para el consumo; en cuanto a los ovinos se cría en la puna huallina en cantidades y su producción es para el consumo de carne y lana al igual que los llamas o alpacas se crían en grandes cantidades; en cuanto a los animales menores se vio notablemente la crianza de cuyes en grandes granjas para lo cual se lleva a cabo siembra de forraje verde o alfa alfa y organizaciones locales, por lo cual se incrementará esta actividad.

### Comercio
Antiguamente el comercio en Hualla dependía principalmente del trueque de sus productos con los de otras comunidades vecinas y de otras provincias e incluso departamentos que se acercaban trayendo lanas, frutas, coca o herramientas, intercambiándolos principalmente por maíz, habas, papa y carne. Todo el transporte de estos productos se realizaba a lomo de caballos y mulas, posteriormente con la apertura de las el desarrollo de las vías o carreteras fueron reemplazados vehículos motorizados y esto beneficio para contactarse mucho más lejos. Actualmente se encuentran varios negocios, entre oficinas de transporte, tiendas, farmacias, bodegas en las que pueden encontrarse diferentes productos además restaurantes, tiendas comerciales y hospedajes.
Pero también se está generando la producción de productos frutales como en el caso de la palta principalmente Has, durazno, manzana entre otras que en los últimos años a progresado y los productos son de alta calidad lo cual se vende en los grandes mercados del país principalmente en Ayacucho.

## Bienestar social

### Educación

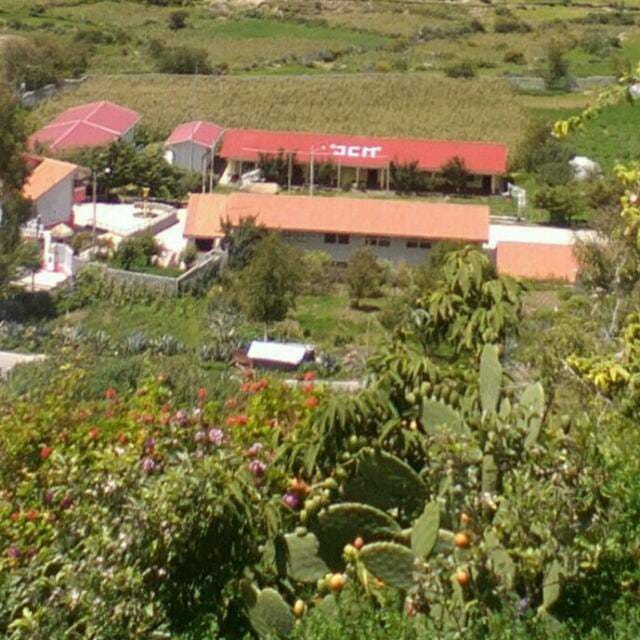
Colegio José Carlos Mariátegui (Hualla)

#### Educación Básica
- Escuela San Martín de Porres N° 38478, Escuela estatal mixto.
- Escuela Virgen de Fátima N° 38479, Escuela estatal Mujeres.
- Escuela Tiquihua N° 38480, Escuela estatal mixto.
- Colegio José Carlos Mariátegui, Colegio estatal de Benemérita Villa San Pedro de Hualla la importante de la Provincia de Víctor Fajardo tanto académicamente y culturalmente de toda provincia cuenta con Jornada Escolar Completa JEC.
- Colegio César vallejo, Colegio estatal de centro poblado de Tiquihua.

#### Educación Superior
Desde 2016, Hualla también cuenta con un establecimiento superior
Instituto Superior Benigno Ayala Esquivel  está junto a CEPRO Hualla en la plaza principal.

### Salud
Por ahora cuenta con un centro de salud  público pero hay expectativas de la construcción del Hospital de Huayllapampa en el barrio andamarca.

## Folclore y gastronomía

### Gastronomía
En Hualla es tradición los platos típicos de la zona Sierra del Perú:

### Platos típicos
- Mondongo (sopa de mote)
- llullucha picante
- llachuq picante
- Atajo picante
- Yuyu picante con Cancha de Maíz
- paicco: sopa hecha a base de morón de trigo, con huevo, queso, paico, huacatay.
- Watia de Calabaza
- Mazamorra de Durazno
- Trucha Frita: trucha frita se hace con ensaladas y papa
- Cuy chactado
- Puca picante
- Chicharrón

### Bebidas y chichas
- Chicha de jora, chicha preparada con maíz. El proceso de la preparación es laborioso. Primero se deja en mojar el maíz por un día luego se entierra el maíz cubierto con ramas de eucalipto, mulli y permintina, por una semana luego se extrae para dejarlo bajo el sol en un saco hermético hasta que germine el maíz después hacer secar bajo el sol. para prepara la chicha se muele la Jora seca y hierve en ollas de grandes y esto se exprime en botijas de barro para posteriormente dejar que se fermente. Esta bebida se presenta en la siembra de maíz y en  las Fiestas Tradicionales y Patronales así también en eventos.

- Siete semillas su preparación es a base de siete semillas (quinua, cebada, trigo, maíz, Pisum sativum, haba y maní) las cuales tostadas y molidas en conjunto y luego se hierve. Para servir se echa ajonjolí y azúcar y leche al gusto.

- Warapu es una bebida extraída de mague o cabuya.
- Refresco de Cebada
- Mate de Muña
- Chicha de maiz morada

### Folclór y costumbres
- Qashwa Huallino , Música costumbrista de la zona cuyos ensayos y cantos se dan a la vida cotidiana e histórica, sus azañan y identidad andina.
- Punpin(Fajardino) , Al igual que el qachua Huallino es expresión musical de la Provincia de Víctor Fajardo, está presente el los distritos de Hualla, Huancapi, Cayara, Colca, Canaria, Alcamenca y Huancaraylla. Ha sido reconocido como Patrimonio Cultural de la Nación  desde el 25 de febrero de 2022 por en Ministerio de Cultura. Sus orígenes se remiten a la qashwa, música asociada a los carnavales y que fue transformándose a partir de la incorporación de nuevos instrumentos y sonoridades a las culturas musicales locales.

El Pum pin practicado en el Distrito de Hualla, cabe precisar, se distingue por la utilización de la armónica o rondín, la bandurria, y la guitarra para su interpretación, en contraste con el uso ampliamente extendido de la guitarra requinto de entre 12 y 18 cuerdas metálicas, y del charango de entre 4 a 8 cuerdas, en las otras localidades antes indicadas. Esta particularidad responde al proceso paulatino de incorporación del pum pin dentro de la cultura musical huallina, marcado por la permanencia de aspectos como el patrón instrumental asociado con la interpretación de la qashwa Huallino a nivel local.

### Vestimenta Típica
- Mujeres

Las mujeres llevan falda de bayta con una chaqueta y blusa blanca, su sombrero negro con flor de Qorywaylla. 
- Hombres

Llevan pantalón bayta con camisa cuadriculada de lana de alpaca, su poncho de nogal, su chalina blanca y al igual que las mujeres su sombrero negro con flor de Qorywayllacon una cinta de bayta coloridapor el borde.

## Sitios arqueológicos

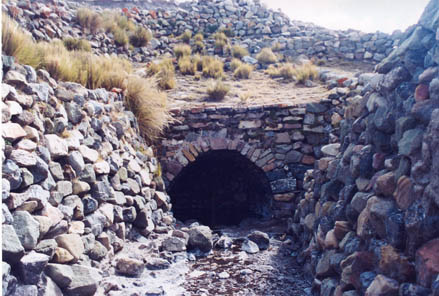
Cachipata Hualla

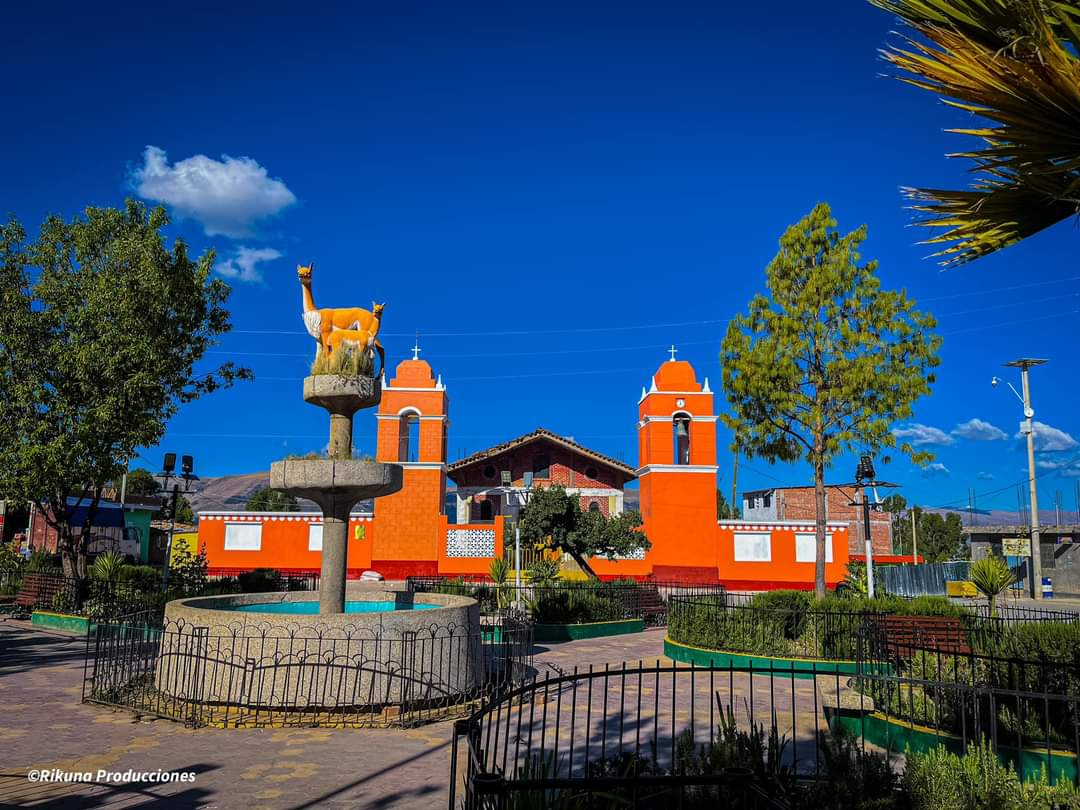
Plaza principal de Hualla frente a la Iglesia y la vicuñas de Hualla

### Hualla
- Raqa raqay Pata: es el pueblo más antiguo que el mismo Hualla, según las investigaciones sus pobladores eran de la cultura Chankas y el pueblo se encuentra pasando en cerro San Cristóbal, en esta zona se encuentra ruinas de viviendas objetos de los pobladores antiguos y es una zona muy grande.
- Sombreruyoq
- Cachipata: se considera que los pobladores de Hualla provienen de este lugar, se encuentra a más de 40 km de Hualla, Cachipata por hoy se encuentra ruinas y lo más sorprendente es que se encuentra sal en estado líquido se encuentra a una altura más 4600 m s. n. m.
- Campanayoq
- Inti Watana
- Quinwa Mayo
- Washwaqasa: es una laguna cuya leyenda se cuenta que hace mucho tiempo había un pequeño pueblo lo cual había sido castigado por Dios por los pecados cometidos por los pobladores y es una zona muy hermosa donde se encuentra gran cantidad de aves y una granja de trucha.
- Warmicha Urqu
- Chinchinca
- Milley

### Tiquihua
- Antiguo pueblo de belén

'

## División administrativa
El Distrito de Hualla se Divide solo en dos Comunidades urbanas son: Benemérita Villa San Pedro de Hualla, Santiago de Tiquihua y otras comunidades menores y poca población que son rurales 

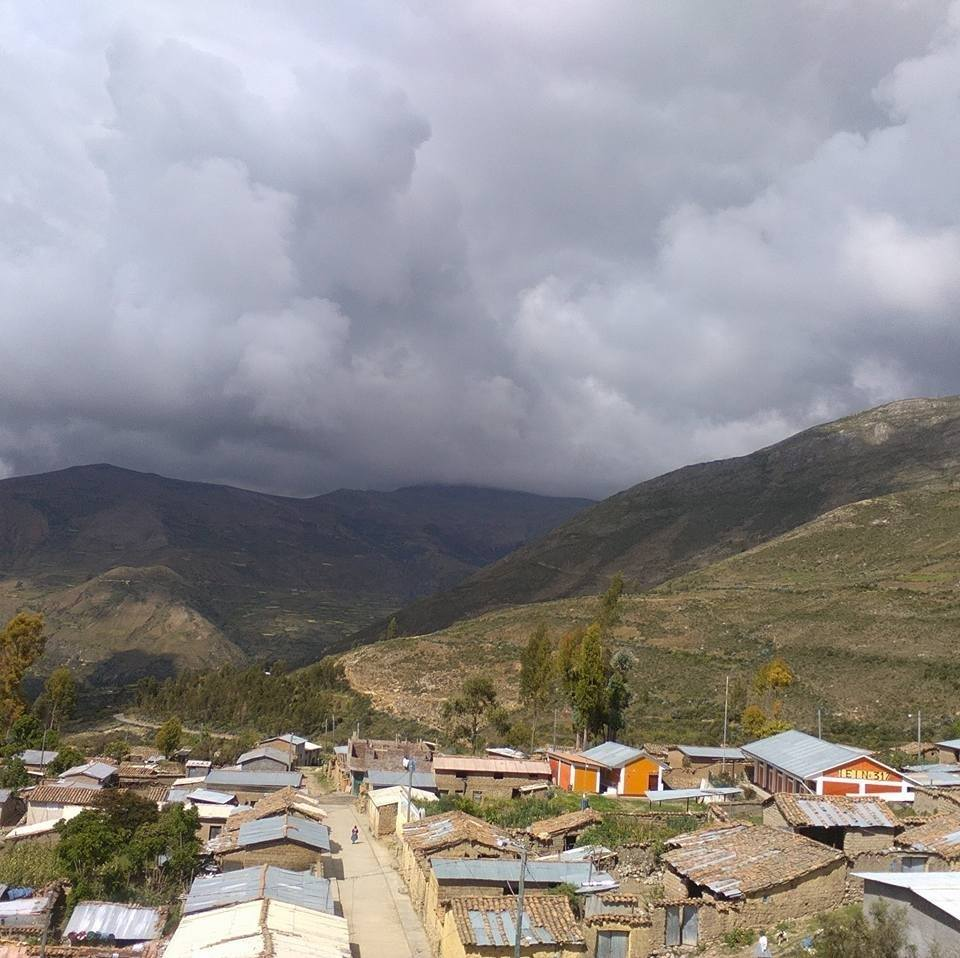
Distrito de Hualla vista

### Urbano
- Benemérita Villa San Pedro de Hualla, con 4859 hab.
- Santiago de Tiquihua, con cerca los 1121 hab.

### Rural
- Puma Rumy, con 30 hab.
- Suañi, con 49 hab.
- Cachipata, con 69 hab.
- Accobamba, con 31 hab.
- Wachuaqasa
- Cancau

## Autoridades

### Municipales
- 2023 - 2026[2]
  - Alcalde: Sixto Berrocal Rojas, de Wari Llaqta.
  - Regidores:

  1. Carlos Saul Caritas Acuña (Wari Llaqta)
  2. Margarita Alvarado Inca (Wari Llaqta)
  3. Mario Mendoza Gonzales (Wari Llaqta)
  4. Yieny Chana Cumba Cuya (Wari Llaqta)
  5. Carmen Rosa Uscata Paredes (Movimiento Regional Gana Ayacucho)